# 9749 Van den Eijnde
9749 Van den Eijnde eller 1989 GC1 är en asteroid i huvudbältet som upptäcktes den 3 april 1989 av den belgiske astronomen Eric W. Elst vid La Silla-observatoriet. Den är uppkallad efter Peter Van den Eijnde.